# Otar Gabelia
Otar Gabelia   (Zúgdidi, 24 de març de 1953) és un exfutbolista georgià de la dècada de 1970 i entrenador.
Fou 1 cop internacional amb la selecció de la Unió Soviètica. Pel que fa a clubs, defensà els colors de FC Dinamo Zúgdidi, FC Dinamo Sokhumi, FC Torpedo Kutaisi, i FC Dinamo Tbilisi.